# Taxa de investimento

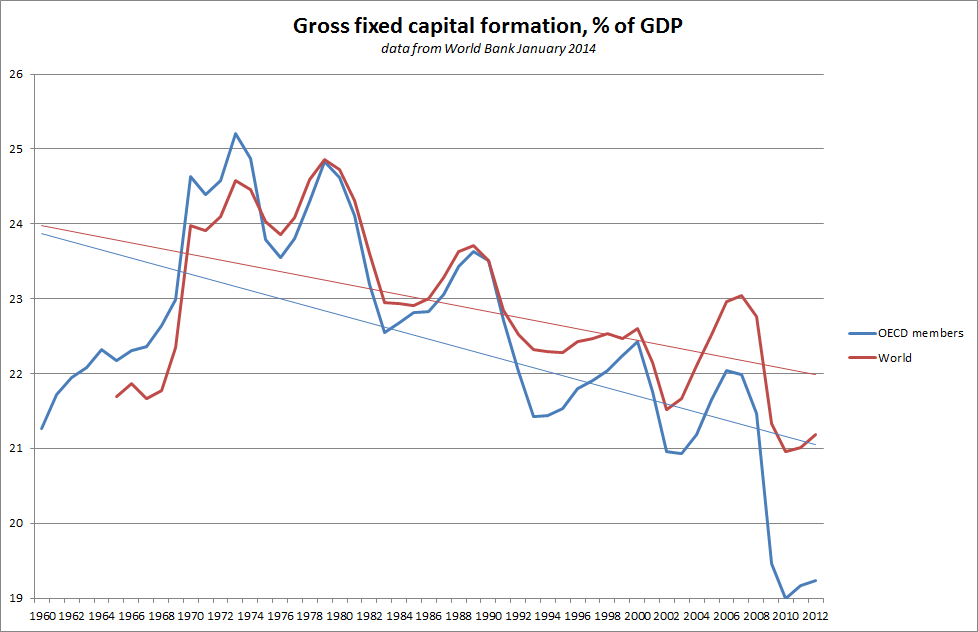
Taxa de investimento da economia mundial, 1960-2011

A taxa de investimento de uma economia nacional refere-se à parcela representada pelo investimento no total da produção.Corresponde à relação entre  formação bruta de capital fixo (fluxo de acréscimos ao estoque de capital fixo realizados num dado período, visando o aumento da capacidade produtiva do país) e o produto interno bruto (PIB), a preços correntes. 
A taxa de investimento é expressa em termos de % do PIB.